# Луций Плавций Венон (консул 318 пр.н.е.)
Вижте пояснителната страница за други личности с името Луций Плавций Венон.
Луций Плавций Венон, среща се и Венокс, (на латински: Lucius Plautius Venno) e политик на Римската република.
През 318 пр.н.е. е консул, заедно с Марк Фослий Флакцинатор. Градовете Теанум и Канузиум в Апулия се подчиняват на Рим, предавайки заложници на Луций Венон.